# Luis Vilches
Pour les articles homonymes, voir Vilches (homonymie).
Luis Manuel Vilches Priego, né le 12 mars 1976 à Utrera (Espagne, province de Séville), est un matador espagnol.

## Carrière
Selon la Dépêche du Midi, Luis Vilches n'a pas la place qu'il mérite. En 2006 à Séville, il a été éclipsé par la prestation de El Cid. Sa carrière a subi une baisse pendant quatre ans après son alternative dans ces mêmes arènes. « L'art de Luis Vilches finira bien un jour par s'imposer et convaincre les empresas de le mettre à l'affiche. »
Cette analyse est sans doute juste si l'on compare l'Escalafón 2010 où il est à la 110e place, à l'Escalafón 2011 où il est remonté à la 50e place. Il a par ailleurs reçu le prix des critiques taurins à Arles en 2009
En 2012, cependant, il n'est à l'affiche nulle part en Espagne et il n'a plus d'apoderado.

### Carrière
- Débuts en public : Utrera le 10 septembre 1988.
- Débuts en novillada avec picadors : Utrera le 28 avril 1994 aux côtés de Alberto Luna et Gil Belmonte. Novillos de la ganadería de Antonio Doblas Alcalá.
- Présentation à Madrid : 21 juillet 2000 aux côtés de Antonio Bricio et Tomás López. Novillos de la ganadería de Román Sorando.
- Alternative : Séville (Espagne) le 21 avril 2001. Parrain, Pepe Luis Vázquez ; témoin, Fernando Cepeda. Taureaux de la ganadería de El Ventorrillo.
- Confirmation d’alternative à Madrid : 14 juillet 2002. Parrain, Óscar Higares ; témoin, Rafael González (qui confirmait lui aussi son alternative). Taureaux de la ganadería de Carmen y Araceli Pérez.